# Provincia de Alonso de Ibáñez
La provincia de Alonso de Ibáñez es una provincia situada en el sudoeste de Bolivia en el departamento de Potosí. Tiene 1.378 km² y su capital es Sacaca. La provincia lleva el nombre de José Alonso de Ibáñez, un héroe de la resistencia de la ciudad boliviana de Potosí en 1617, considerada como uno de los primeros intentos de independencia en las colonias españolas. Su gesto le costó la cabeza.
La provincia fue creada por Ley de 12 de noviembre de 1923, durante la presidencia de Bautista Saavedra, separándose de la provincia de Charcas.

## Geografía
La provincia Alonso de Ibáñez es una de las dieciséis provincias que componen el departamento de Potosí. Se extiende entre los 17 ° 56 'y 18 ° 20' de latitud sur y entre los 66 ° 10 'y 66 ° 48' de longitud oeste y cubre un área de 2.170 kilómetros cuadrados. Limita al norte con el departamento de Cochabamba, en el suroeste por el departamento de Oruro, en el sur de la provincia de Rafael Bustillo, en el sureste de la provincia  Charcas, en el noreste de la provincia del General Bilbao. La provincia se extiende sobre 75 km de este a oeste y unos 55 kilómetros dirección norte-sur.

## Idioma
El principal idioma en la provincia es el Aymara, hablado por 68% de la población, seguido por el Quechua (30%) y español (2%). 

## Demografía
De acuerdo con el censo boliviano de 2024, la población de la provincia de Alonso de Ibáñez es de 25 615 habitantes.
La población de la provincia ha aumentado sólo ligeramente en las últimas tres décadas:
| Año  | Habitantes | Fuente |
| ---- | ---------- | ------ |
| 1992 | 23 512     | Censo  |
| 2001 | 27 755     | Censo  |
| 2012 | 27 970     | Censo  |
| 2024 | 25 615     | Censo  |

## Municipios
La provincia cuenta con dos municipios, los cuales son:
- Caripuyo
- Sacaca